# Сарга (Мордовия)
Сарга — село, центр сельской администрации в Старошайговском районе. Население 113 чел. (2001), в основном мордва-мокша.
Расположено в 8 км от районного центра, 39 км от железнодорожной станции Хованщина и 60 км от железнодорожной станции Саранск. Название-характеристика: сар, сара в древнемордовском языке «ветвь, разветвление, развилка; приток». Основано во 2-й половине 18 в. В «Списке населённых мест Пензенской губернии» (1869) Сарга — деревня казённая из 30 дворов. По подворной переписи 1913 г., в С. было 107 дворов (761 чел.); 2 дегтярных, 2 ободных и 5 колёсных заводов, 4 ветряные мельницы. В 1931 г. в Сарге числилось 162 двора (920 чел.). Был создан колхоз «Красное Знамя», с 1969 г. — в составе укрупнённого хозяйства «Россия» (с. Старое Шайгово). В современном селе — основная школа, клуб, медпункт, магазин.
Первые жители села Сарга являются выходцами из старинного мордовского села Лемдяй. Это подтверждается тем, что в сохранившихся метрических книгах Лемдяйской церкви жители села вплоть до 1870 года входили в Лемдяйский церковный приход.
История создания
Заселение с .Сарга начиналось с трёх семей, решивших переехать из села Лемдяй на новые земли. Новое место им понравилось. Кругом ручьи, лес, звери. Люди хотели построить дома выше, но стали рыть колодец, а воды нет. Решили спуститься в овражек, где течёт ручей. И стали строить дома вдоль берега реки Сарга.
История села
С 1870 года с. Сарга было переведено в Леткинский церковный приход, куда входило до 1924 года, когда в Сарге была построена небольшая деревянная Покровская церковь.
В списках населённых мест Руднинского стана за 1704 год Сарга не значится. Его основание датируется второй половиной 18 века.
Жители Сарги являлись государственными крестьянами и все денежные и натуральные налоги платили в ведомства государственных имуществ. Перед отменой крепостного права(в то время деревня состояла уже из 30 дворов) они были приписаны Починковскому конному заводу лейб-гвардейского  конного полка и все денежные и натуральные налоги платили этому заводу, которые по своим размерам не отличались от тех, которые платили крепостные крестьяне своим помещикам.
Жители села Сарга занимались собирательством, земледелием. Сажали картошку, сеяли просо, пшеницу, рожь. Пересеченная местность, наличие большого числа больших и малых оврагов не давали возможности обработать плодородный растительный слой. Поэтому жители села, кроме земледелия, занимались различными кустарными промыслами. Рядом с селом до сих пор сохранился дубовый лесной массив. Он с двух сторон окружает населенный пункт, защищая его от северных и северо-западных ветров. Здесь были бондари, колесники. Они изготовляли телеги, сани выездные, готовили клеть и другие различные товары.
До революции в Сарге было 120 домов. Дома были все покрыты соломой и только 4 дома – железом. В 1932 году был собран колхоз. Построена промартель. Здесь жители Сарги изготовляли колёса, сани, кадушки и всякую утварь. Заказы поступали из района. Спрос на товары был очень большой.
Фамилии села
В селе Сарга всего 32 фамилии хотя жителей — 741 человек, из них 287 — Алямкины, 236 — Пьянзины, 92 человека — Чалдаевы. К этим трём фамилиям принадлежит 83% жителей! Такая концентрация людей  с одной фамилией отражает преданность своей земле, а также  говорит об экономическом развитии региона в прошлом: в глубинке прочнее держались пережитки натурального хозяйства с обусловленной им замкнутостью, следовательно, и фамилии были менее разнообразными, а там, где действовали оживленные связи, состав населения был более подвижным и фамилии более разнообразными.
На протяжении всей истории в  селе Сарга существуют всего три фамилии – Алямкины, Пьянзины, Чалдаевы.  
Из многих сотен носителей фамилии Алямкин 287 человек сосредоточены в с. Сарга Старошайговского р-на, это самая частая фамилия села, она охватывала 40% его жителей. Многие десятки Алямкиных живут в селениях Тештелим, Старое Синдрово, Новое Синдрово и Колопино соседних Ельниковского и Краснослободского районов. В с. Салазгорь Торбеевского р-на, дальше на запад в с. Кишалы Атюрьевского р-на проживают еще 122 человека с этой фамилией. Носителей этой фамилии мы встречаем и западнее, в с. Явас, на самом севере Зубово-Полянского р-на. Все Алямкины — от Сарги до Яваса — образуют одну полосу, вероятно обусловленную миграцией.
Фамилия Пьянзин разбросана не очень широкой полосой через всю Мордовию от юго-западных границ до северо-восточных. Крупное скопление этих фамилий в Старошайговском р-не: 256 человек — в с. Сарга. Общее количество носителей этой фамилии в Мордовии превышает 500 человек; разбросанность их гнёзд привела к неустойчивости произношения и написания. Еще в 1508 г. документирован в с. Жабино, южнее р. Пьяна (теперь Ардатовский р-н), мордвин пьянзин сын, т. е. «сын Пьянзы». В конце XV в. у манси записано мужское имя Пынзей. Существовало старинное марийское мужское имя Пезей (на него указал С. Я. Черных). Слышимая близость основы этой фамилии к топонимам Пенза и Пьяна, может быть, лишь совпадение или переосмысление. Неясно, возможен ли их давний общий корень и каковы пути изменения звучания. Если следы его в языке не утрачены, то дошли до нас в неузнаваемом виде. (Из исследований географа и этнографа, одного из крупнейших советских специалистов по ономастике, Владимира Андреевича Никонова, 1988 год.)